# Adriana M. Echarte
Adriana Mariel Echarte (n. 1959, Buenos Aires) es una botánica, curadora, taxónoma, biogeógrafa, e inventora argentina. Se desempeña en el Instituto Nacional de Tecnología Agropecuaria (INTA).

## Carrera
Desarrolla sus actividades académicas y científicas en el Laboratorio de Fisiología Vegetal, Unidad Integrada Facultad de Ciencias Agrarias (UNMdP) - Estación Experimental Agropecuaria INTA Balcarce. 
Cuenta con soportes económicos del INTA, Agencia Nacional de Promoción Científica y Tecnológica, Consejo Nacional de Investigaciones Científicas y Técnicas, Universidad Nacional de Mar del Plata (UNMdP)

## Obra

### Algunas publicaciones
- adriana m. Echarte, ignacio Alberdi, luis a.n. Aguirrezábal. 2012. Post-Flowering Assimilate Availability Regulates Oil Fatty Acid Composition in Sunflower Grains. Crop Science 52: 2: 818 - 829 resumen Archivado el 25 de marzo de 2018 en Wayback Machine. doi:10.2135/cropsci2011.09.0477

- carlos a. Sala, m. Bulos, adriana m. Echarte. 2008. Genetic analysis of an induced mutation conferring imidazolinone resistance in sunflower. Crop Science 48: 1817 - 1822 resumen Archivado el 9 de junio de 2018 en Wayback Machine..

- ------------------, -----------, -----------------------, s.r. Whitt, r. Ascenzi. 2008b. Molecular and biochemical characterization of an induced mutation conferring imidazolinone resistance in sunflower. Theor Appl Genet 118: 105-112. http://dx.doi.org/10.1007/s00122-008-0880-6.

- ------------------, -----------, -----------------------, ---------, g. Budziszewski, w. Howie, b. Singh, b. Weston. 2008c. Development of CLHA-Plus: a novel herbicide tolerance trait in sunflower conferring superior imidazolinone tolerance and ease of breeding. Proc. 17th Int. Sunflower Conf. Córdoba (España).

- fernando h. Andrade, adriana m. Echarte, r. Rizzalli, a. della Maggiora, m. Casanovas. 2002. Kernel Number Prediction in Maize under Nitrogen or Water Stress. Crop Science 42: 4: 1173 - 1179 resumen Archivado el 13 de abril de 2016 en Wayback Machine. doi:10.2135/cropsci2002.1173.

- carlos a. Sala, adriana m. Echarte. 1996. New combination in Helianthopsis (Asteraceae, Heliantheae). Fragm. Flor. et Geobot. 1996, 41(2): 1030.

- adriana m. Echarte, carlos a. Sala, Andrea m. Clausen. 1996. Pollen–pistil interactions in Paspalum distichum (Poaceae). Fragm. Flor. et Geobot. 41 (2): 803 - 807.

- Guma, Irma Rosana; Echarte, Adriana M.; Clasuen, Andrea M.. 1995. Análisis multivariado de caracteres epidermicos foliares de Paspalum distichum y P. vaginatum (Poaceae). Darwiniana 33 (1/4): 107 - 114 resumen.

- adriana m. Echarte, carlos a. Sala. 1992. Números cromosómicos y variabilidad morfológica de Paspalum distichum (Poaceae) en la provincia de Buenos Aires (Argentina). Darwiniana 31 (1-4): 185 - 197.[4]

- carlos a. Sala, adriana m. Echarte, r. Rodríguez. 1990. Una nueva especie de Helianthus (Compositae) para la flora argentina. Darwiniana 30 (1-4): 293 - 295.

#### Libros
- león Montes, sara isabel Alonso, m.c. Nuciari, Andrea martina Clausen, irma r. Guma, adriana m. Echarte. 2006. Flora espontánea del sudeste bonaerense. Material Didáctico, Unidad Integrada Balcarce, Facultad de Ciencias Agrarias, Universidad Nacional de Mar del Plata- EEA Balcarce INTA. 2ª edición, 102 p.

#### Co-invenciones
Echarte ha solicitado patentes para proteger invenciones, con un listado de las solicitudes de patentes pendientes, así como las patentes que ya han sido otorgados por la Oficina de Patentes y Marcas (USPTO).
- plantas de girasol resistentes a herbicidas. Comprenden dos alelos resistentes a los herbicidas diferentes del girasol acetohidroxiácido sintetasa subunidad grande 1 (ACSL1) de genes. Se dan a conocer métodos para preparar estas plantas y métodos de girasol para el control de malezas o vegetación no deseada que crece en las proximidades de este girasol. Tales métodos implican el uso de herbicidas acetohidroxiácido sintasa de inhibición. También se describen métodos para el control de malas hierbas parasitarias que crecen en las plantas de girasol. Adicionalmente, se proporcionan métodos para determinar el genotipo de las plantas de girasol para el gen ACSL1.[6][7]

- La abreviatura «Echarte» se emplea para indicar a Adriana M. Echarte como autoridad en la descripción y clasificación científica de los vegetales.[8]